# 原田英彦
原田 英彦（はらだ ひでひこ、1960年5月19日 - ）は、京都府京都市南区出身の元アマチュア野球選手、高校野球指導者。

## 来歴・人物
小学生の時から平安高校の野球部に強い憧れを持っており、高校入学後は中堅手を務めた。
高校卒業後は日本新薬に入社し、野球部で主将を務め、13年間で10度の都市対抗野球への出場を果たした。
引退後は、1993年から母校の平安高校で監督を務め、1997年選手権で準優勝、2014年センバツでは監督として初優勝を果たした。
2025年2月13日、2人の部員に対して指導の一環として、口頭での注意やたたくなどの行為を繰り返し行い、うち1人が約30日の通院加療を要する打撲傷を負った。その部員が翌日登校しなかったことで、学校側が体罰を把握し、原田は同月中旬より自宅待機を命じられた。本件が就業規則に定める懲戒事由に該当すると判断されたため、懲戒手続きが進められていたが、原田は同月17日に退職届を提出し、3月2日付で退職となった。

## 甲子園での成績
- 春：出場11回・19勝10敗・勝率.655・優勝1回
- 夏：出場8回・12勝8敗・勝率.600・準優勝1回
- 通算：出場19回・31勝18敗・勝率.633・優勝1回・準優勝1回

## 主な教え子
- 川口知哉
- 岸本秀樹
- 赤松真人
- 強（歌手）
- 今浪隆博
- 炭谷銀仁朗
- 水落暢明（中退）
- 須田健太（中退）
- 高橋大樹
- 高橋奎二
- 酒居知史
- 岡田悠希
- 松田憲之朗
- 中島大輔
- 西川史礁